# 이름없는 별들
"이름없는 별들"은 한국에서 제작된 김강윤 감독의 1959년 영화이다. 황해남 등이 주연으로 출연하였고 이재명 등이 제작에 참여하였다.

## 출연

### 주연
- 황해남
- 조미령
- 이빈화
- 이해랑

## 기타
- 조명: 고해진
- 녹음: 손인호
- 미술: 정우택